# Coupe de Nouvelle-Calédonie de football
La Coupe de Nouvelle-Calédonie de football a été créée en 1954.

## Histoire
La compétition est créée en 1953 et organisée par la Fédération calédonienne de football. Elle a été créée 3 ans après le Championnat de la Super Ligue.

## Palmarès
- 1954 : Indépendante 5-3 Uniforme Fayaoué
- 1955 : Non disputée
- 1956 : Patronage laïc Georges-Clemenceau 2-1 JS Ouvéa
- 1957 : Impassible 5-2 Patronage laïc Georges-Clemenceau
- 1958 : Patronage laïc Georges-Clemenceau 6-0 Impassible
- 1959 : Wé 4-2 Impassible
- 1960 : Uniforme Fayaoué 4-2 ap Indépendante
- 1961 : Île des Pins 1-1 / 3-2 Impassible
- 1962 : Olympique de Nouméa 5-0 Patronage laïc Georges-Clemenceau
- 1963 : Olympique de Nouméa 5-1 Île des Pins
- 1964 : JS Vallée du Tir Nouméa 1-0 US Calédonienne (Nouméa)
- 1965 : JS Vallée du Tir Nouméa 5-2 Île des Pins
- 1966 : JS Vallée du Tir Nouméa 3-0 AS Thio Sport
- 1967 : JS Vallée du Tir Nouméa 3-3 / 1-0 CSM
- 1968 : JS Vallée du Tir Nouméa 1-1 / 3-2 AS Le Nickel Nouméa
- 1969 : AS Le Nickel Nouméa 2-1 JS Vallée du Tir Nouméa
- 1970 : AS Le Nickel Nouméa 3-1 Nathalo
- 1971 : AS Le Nickel Nouméa 2-1 Gaïtcha FCN
- 1972 : AS Le Nickel Nouméa 4-0 CB Ponérihouen
- 1973 : UAC Yaté 1-0 JS Vallée du Tir Nouméa
- 1974 : UAC Yaté 5-2 ap AS Le Nickel Nouméa
- 1975 : AS Le Nickel Nouméa 1-0 JS Vallée du Tir Nouméa
- 1976 : Kehdek Koumac 1-1 / 2-1 AS Le Nickel Nouméa
- 1977 : USL Gélima 2-1 AS Le Nickel Nouméa
- 1978 : USL Gélima 4-1 JS Maré Nouméa
- 1979 : USL Gélima 3-0 JS Maré Nouméa
- 1980 : JS Baco 3-2 ap CA Saint-Louis (Nouméa)
- 1981 : CA Saint-Louis (Mont-Dore) 2-1 AS Ponoz
- 1982 : USL Gélima 1-1 (tab 3-0) JS Baco
- 1983 : AS Païta 2-0 CB Ponérihouen
- 1984 : JS Baco 2-0 AS Kunié
- 1985 : CA Saint-Louis (Mont-Dore) 3-1 AS Kunié
- 1986 : CA Saint-Louis (Mont-Dore) 3-0 AS 6e km
- 1987 : JS Baco 2-0 AS Kunié
- 1988 : Wé-Luécilla 1-0 CA Saint-Louis (Mont-Dore)
- 1989 : AS Frégate Mont-Dore 3-2 JS Baco
- 1990 : CA Saint-Louis (Mont-Dore) 1-0 Entente Gélima
- 1991 : JS Baco 3-1 AS Magenta Le Nickel
- 1992 : Wé-Luécilla 3-0 AS Kunié
- 1993 : AS Thio Sport 4-1 CA Saint-Louis (Mont-Dore)
- 1994 : CA Saint-Louis (Mont-Dore) 5-1 AS Qanono
- 1995 : JS Baco 3-2 Wé-Luécilla
- 1996 : AS Magenta 3-0 Uniforme Fayaoué
- 1997 : CA Saint-Louis (Mont-Dore) 1-1 (tab 4-3) Gaïtcha FCN (Nouméa)
- 1998 : JS Traput 1-1 (tab 5-4) CS Nékoué
- 1999 : JS Traput 1-0 ap AS Auteuil (Dumbéa)
- 2000 : AS Magenta 1-1 (4-1 tab) JS Traput
- 2001 : AS Magenta 4-3 AS Mont-Dore
- 2002 : AS Magenta 5-2 JS Ouvéa
- 2003 : AS Magenta 1-0 JS Baco
- 2004 : AS Magenta 2-1 AS Mont-Dore
- 2005 : AS Magenta 2-1 JS Baco
- 2006 : AS Mont-Dore 2-1 ap JS Baco
- 2007 : AS Lössi 1-0 AS Mont-Dore
- 2008 : AS Mont-Dore 3-0 AS Lössi
- 2009 : AS Mont-Dore 3-3 (tab 4-2) AS Magenta
- 2010 : AS Magenta 2-1 Gaïtcha FCN
- 2011 : Gaïtcha FCN 2-0 AS Magenta
- 2012 : AS Lössi 1-1 (tab 3-2) AS Magenta
- 2013 : Hienghène Sport 3-1 AS Qanono
- 2014 : AS Magenta 3-1 AS Lössi
- 2015 : Hienghène Sport 3-0 AS Mont-Dore
- 2016 : AS Magenta 2-2 (tab 4-3) Hienghène Sports
- 2017 : AS Lössi 2-1 Hienghène Sports
- 2018 : AS Magenta 1-0 Hienghène Sports
- 2019 : Hienghène Sport 5-3 AS Lössi
- 2020 : Hienghène Sport 3-1 SC Ne Drehu
- 2021 : annulé (pandémie de covid-19)
- 2022 : Hienghène Sport 4-3 Tiga Sport
- 2023 : Hienghène Sport 2-2 (tab 5-4) AS Magenta

## Bilan
| Rang | Club                              | Titres gagnés | Année                                                                                          | Finales perdues | Année                                                |
| ---- | --------------------------------- | ------------- | ---------------------------------------------------------------------------------------------- | --------------- | ---------------------------------------------------- |
| 1    | AS Magenta                        | 16            | 1969, 1970, 1971, 1972, 1975, 1996, 2000, 2001, 2002, 2003, 2004, 2005, 2010, 2014, 2016, 2018 | 9               | 1968, 1974, 1976, 1977, 1991, 2009, 2011, 2012, 2023 |
| 2    | Hienghène Sport                   | 6             | 2013, 2015, 2019, 2020, 2022, 2023                                                             | 3               | 2016, 2017, 2018                                     |
| 3    | CA Saint-Louis (Mont-Dore)        | 6             | 1981, 1985, 1986, 1990, 1994, 1997                                                             | 2               | 1988, 1993                                           |
| 4    | JS Baco                           | 5             | 1980, 1984, 1987, 1991, 1995                                                                   | 5               | 1982, 1989, 2003, 2005, 2006                         |
| 5    | JS Vallée du Tir Nouméa           | 5             | 1964, 1965, 1966, 1967, 1968                                                                   | 3               | 1969, 1973, 1975                                     |
| 6    | USL Gélima                        | 4             | 1977, 1978, 1979, 1982                                                                         | 0               |                                                      |
| 7    | AS Mont-Dore                      | 3             | 2006, 2008, 2009                                                                               | 4               | 2001, 2004, 2007, 2015                               |
| 8    | AS Lössi                          | 3             | 2007, 2012, 2017                                                                               | 3               | 2008, 2014, 2019                                     |
| 9    | Patronage laïc Georges-Clemenceau | 2             | 1956, 1958                                                                                     | 2               | 1957, 1962                                           |
| 10   | Wé-Luécilla                       | 2             | 1988, 1992                                                                                     | 1               | 1995                                                 |
| —    | JS Traput                         | 2             | 1998, 1999                                                                                     | 1               | 2000                                                 |
| 12   | Olympique de Nouméa               | 2             | 1962, 1963                                                                                     | 0               |                                                      |
| —    | UAC Yaté                          | 2             | 1973, 1974                                                                                     | 0               |                                                      |
| 14   | Impassible                        | 1             | 1957                                                                                           | 3               | 1958, 1959, 1961                                     |
| —    | Gaïtcha FCN                       | 1             | 2011                                                                                           | 3               | 1971, 1997, 2010                                     |
| 16   | Île des Pins                      | 1             | 1961                                                                                           | 2               | 1963, 1965                                           |
| —    | Uniforme Fayaoué                  | 1             | 1960                                                                                           | 2               | 1954, 1996                                           |
| 18   | Indépendante                      | 1             | 1954                                                                                           | 1               | 1960                                                 |
| 19   | Wé                                | 1             | 1959                                                                                           | 0               |                                                      |
| —    | Kehdek Koumac                     | 1             | 1976                                                                                           | 0               |                                                      |
| —    | AS Païta                          | 1             | 1983                                                                                           | 0               |                                                      |
| —    | AS Frégate Mont-Dore              | 1             | 1989                                                                                           | 0               |                                                      |
| —    | AS Thio Sport                     | 1             | 1993                                                                                           | 1               | 1966                                                 |
| 24   | AS Kunié                          | 0             |                                                                                                | 4               | 1984, 1985, 1987, 1992                               |
| 25   | JS Maré Nouméa                    | 0             |                                                                                                | 2               | 1978, 1979                                           |
| —    | CB Ponérihouen                    | 0             |                                                                                                | 2               | 1972, 1983                                           |
| —    | JS Ouvéa                          | 0             |                                                                                                | 2               | 1956, 2002                                           |
| —    | AS Qanono                         | 0             |                                                                                                | 2               | 1994, 2013                                           |
| 29   | US Calédonienne                   | 0             |                                                                                                | 1               | 1964                                                 |
| —    | CSM                               | 0             |                                                                                                | 1               | 1967                                                 |
| —    | Nathalo                           | 0             |                                                                                                | 1               | 1970                                                 |
| —    | CA Saint-Louis (Nouméa)           | 0             |                                                                                                | 1               | 1980                                                 |
| —    | AS Ponoz                          | 0             |                                                                                                | 1               | 1981                                                 |
| —    | AS 6e km                          | 0             |                                                                                                | 1               | 1986                                                 |
| —    | Entente Gélima                    | 0             |                                                                                                | 1               | 1990                                                 |
| —    | JS Nékoué                         | 0             |                                                                                                | 1               | 1998                                                 |
| —    | AS Auteuil (Dumbéa)               | 0             |                                                                                                | 1               | 1999                                                 |
| —    | SC Ne Drehu                       | 0             |                                                                                                | 1               | 2020                                                 |

## Liens
- Palmarès de la Coupe de Nouvelle-Calédonie de football sur le site RSSSF.com